# Ed, Edd n Eddy: The Mis-Edventures
Ed, Edd n Eddy: The Mis-Edventures es un videojuego para las plataformas PlayStation 2, GameCube, Xbox, Game Boy Advance y Windows salió en octubre de 2005.

## Niveles
- Ponle la cola a Ed: Los Eds intentan crear una máquina de caramelos, pero necesitan encontrar muchas loncheras con hielo para hacerla y evitar algunos obstáculos.

- Ed bajo la tierra: Los Eds están enojados porque Jimmy no los invitó a su fiesta de cumpleaños, así que deciden entrar por las alcantarillas para llegar a la casa de Jimmy y disfrutar de la fiesta.

- Un caramelo, algo o Ed (Parte 1): En la tienda de caramelos están dando dulces gratis y los Eds intentaran llegar antes de que cierre.

- Un caramelo, algo o Ed (Parte 2): Los Eds entran en la tienda, Eddy confunde una bola de talco con un caramelo y por eso le salieron granos. Ed y Edd intentarán llevarlo a su casa sin que nadie los vea.

- La venganza de Edzilla: Ed se vuelve loco por comer azúcar, ver películas de monstruos y empieza a destruir la ciudad que construyeron Eddy y Edd.

- La llegada de Ed (Parte 1): Los Eds deben llegar a una pista de carreras para correr contra Kevin y ganar una placa de scauts.

- La llegara de Ed (Parte 2): Los Eds deben correr una carrera contra Kevin.

- Horror en la mansión: A Jimmy se le pierde su conejo de peluche dentro de una casa embrujada y depende de los Eds recuperarlo.

- Ed marca la cruz: Los Eds van en busca de los pedazos del mapa que les ayudará a encontrar el tesoro del hermano de Eddy.

- El rancho de los robots: Los Eds entran a un mundo lleno de robots malvados que deben destruir.

## Poderes y habilidades
- Eddy: Puede tirar bombas olorosas, golpear con un yo-yo y puede hacer que los Eds hagan una torre.

- Edd: Puede abrir pasadizos y mover objetos que bloqueen el camino, golpear con una resortera, formar el Trampolín Edd y comprar caramelos en la máquina del parque.

- Ed: Puede golpear con su cabeza, levantar objetos, hacer que Edd y Eddy se agarren de su espalda mientras él corre a súper velocidad y escarbar en cajas de arena.

- Datos: Q925748